# Knock (film)
Knock är en fransk komedifilm från 1951 i regi av Guy Lefranc.
Filmen bygger på Jules Romains pjäs Knock ou le Triomphe de la médecine.

## Rollista i urval
- Louis Jouvet - Dr. Knock
- Jean Brochard - Dr. Albert Parpalaid
- Pierre Renoir - Mousquet
- Pierre Bertin - Bernard
- Marguerite Pierry - Mme. Pons
- Jean Carmet - patient
- Yves Deniaud - stadsskrikaren
- Mireille Perrey - Mme. Rémy
- Jane Marken - Mme. Parpalaid
- Louis de Funès - (ej krediterad)